# Ефалізумаб
Ефалізумаб (лат. Efalizumabum, лат. Efalizumabi) — є гуманізованим моноклональним антитілом (mAb) до людської субодиниці CD11a людини, асоційованого з функцією антигену 1 лімфоцитів, який діє як імунодепресант, блокуючи активацію лімфоцитів, і раніше використовувався для лікування важкого псоріазу бляшок. Ефалізумаб пов'язаний з рідкісними випадками гострої травми печінки і може бути рідкісною причиною реактивації гепатиту В.

## Природа
Гуманізовані моноклональні антитіла (імуноглобуліни класу IgG1) , має молекулярну масу приблизно 150 кілодальтонів

## Механізм дії
Імунодепресанти селективного дії. Специфічно зв'язується з білковими структурами — CD11a (субодиниця молекули LFA-1), на активованих Т-лімфоцитах. Пригнічує зв'язування LFA-1 з ICAM-1, на кератиноцитах і активованих клітинах судинного ендотелію. Блокуючи зв'язування зазначених клітинних структур, пригнічує взаємодію активованих Т-лімфоцитів з ін. Клітинами, зокрема кератиноцитами і клітинами ендотелію судин, пригнічуючи функціональну активність Т-хелперів, природних кілерів, цитотоксичних Т-клітин, блокує вихід лімфоцитів з судинного русла. Пригнічуючи функцію активованих Т-лімфоцитів, впливає на імунологічні процеси, знижуючи вираженість клінічних проявів псоріазу, зменшуючи симптоми запалення і покращуючи стан уражених ділянок шкіри.

## Спосіб отримання
Виробляється в системі експресії клітин ссавців китайського хом'яка в живильному середовищі, що містить антибіотик гентаміцин.

## Побічні ефекти
Найпоширенішими побічними ефектами є комплекс реакцій першої дози, який включає головний біль, озноб, гарячку, нудоту та міалгію протягом 2 днів після перших двох ін'єкцій. Ці реакції були переважно легкої до помірної інтенсивності, коли в  якості першої дози використовували малу дозу 0,7 мг / кг. Побічні явища, які спостерігалися на 1–2 % більше при застосуванні ефалізумабу, ніж плацебо, — артралгія, слабкість, периферичний набряк та псоріаз. Виведення ефалізумабу пов'язане з реакцією спалаху, що відскокує, приблизно у 5 % пацієнтів. Антиефалізумаб-антитіла розвиваються приблизно у 5 % випробовуваних, але їх клінічне значення не відомо. Імуно-опосередкована тромбоцитопенія (на рівні 52 × 10 9 / л) спостерігається у 0,3 % випадків, і рекомендується проводити моніторинг кількості тромбоцитів щомісяця протягом перших 3 місяців та 3 місяці після цього. Повідомлялося про чотири повідомлення про гемолітичну анемію через 4–6 місяців. У клінічних випробуваннях та постмаркетинговому нагляді нечасто повідомлялося про виникнення або повторний важкий артрит, включаючи псоріатичну артропатію. Симптоми, пов'язані з реакціями гіперчутливості(задишка, астма, кропив'янка, ангіоневротичний набряк, макулопапульозні висипання) були рідкісними протягом перших 12 тижнів контрольованих досліджень.

## Ефалізумаб в лікуванні псоріазу
На даний момент гуманізований антитіло ефалізумаб є єдиним біологічним препаратом, спрямованим на Т-клітини, затвердженим для лікування середнього та важкого псоріазу американськими та європейськими властями. Зв'язуючись і блокуючи функцію лейкоцитарної молекули адгезії, пов'язану з антигеном 1 (LFA-1), вважається, що він перешкоджає активації Т-клітин у лімфатичному вузлі, міграції через циркуляцію в шкіру та повторної активації в- loco, всі вони представляють центральні етапи в патогенезі псоріазу. Комплексна програма клінічного розвитку дала великі та послідовні докази того, що ефалізумаб викликає головну клінічну користь при псоріазі. Ефалізумаб швидко і суттєво покращує симптоми псоріатичної шкіри та призводить до глибокого підвищення якості життя. Це дозволяє безпечно та ефективно тривалий контроль псоріазу. Тому доказові рекомендації щодо лікування рекомендують застосовувати його при псоріазі середнього та важкого ступеня нальоту.

## Застосування
Ефалізумаб був затверджений до застосування у США в 2005 році в якості терапії важкого псоріазу бляшок, але був відкликаний у 2009 році через декілька випадків прогресуючої мультифокальної лейкоенцефалопатії (ПМЛ), важкого неврологічного стану, який, як вважають, обумовлений реактивацією ЖЦ вірусу в нейронних клітинах. Раніше Efalizumab випускався у флаконах для одноразового використання 125 мг під торговою маркою Raptiva. Рекомендована початкова доза становила 0,7 мг / кг підшкірно, а потім щотижневі дози 1 мг / кг, максимальна разова доза — 200 мг. 